# Lathyrus graminifolius
Lathyrus graminifolius là một loài thực vật có hoa trong họ Đậu. Loài này được (S.Watson) T.G.White miêu tả khoa học đầu tiên.